# Студениця (Мядельський район)
Студениця (біл. вёска Студеніца) — село в складі Мядельського району Мінської області, Білорусь. Село підпорядковане Слобідзькій сільській раді, розташоване в північній частині області.